# イオンタウン吉川美南
イオンタウン吉川美南（イオンタウンよしかわみなみ）は、埼玉県吉川市にあるイオンタウンのショッピングセンター。当ショッピングセンター敷地を含め、周辺一帯は武蔵野操車場跡地の区画整理事業によって整備されている計画地域である。

## 概要
このショッピングセンターは、2013年に開業した鉄骨造平屋建ての「ANNEX」、2017年に開業した鉄骨造2階建ての「西街区」、2021年に開業した鉄骨造3階建ての「東街区」から構成される。
なお、当ページの店舗面積数値などの情報は、イオンタウンによって2013年11月12日に発表された第1期（ANNEX）開業についてのニュースリリース、2017年8月21日に発表された第2期（西街区）増床についてのニュースリリース、2021年5月19日に発表された第3期（東街区）増床についてのニュースリリースに準ずる。

## 2期
2016年8月にイオンタウンから計画が発表され、2017年夏に2期オープン予定と発表。ただしこの時点での仮称は「イオンタウン吉川美南17街区」であったが、のちに2017年秋開業予定に延期され8月21日に開業日が公表された。

## 3期
2020年秋には増床の上で第3期開業が明らかとなり、50店舗が出店予定とされた。2021年5月19日に第3期増床の出店テナントや開業日などを公表。
第3期開業に伴い、第1期区画は「ANNEX」、第2期区画は「西街区」、第3期区画は「東街区」と正式な名称が設けられた。

## テナント

### ANNEX（1期）
開業当初はイオンリテール運営によるファッション&雑貨の大型専門店「FT」の1号店として、FT吉川美南店が核テナントとなり、クリーニング店、理美容室や喫茶店が入居している。
その後、FTは西街区に移転し、スポーツオーソリティを経て、現在はサンキやダイソー等が出店している。

### 西街区（2期）
GMSのイオン吉川美南店を核としている。
専門店は1階に郵便局などの各種サービス系店舗、2階に衣料品･雑貨店や飲食店が配置されている。
開業と同時期にFTは西街区2階に移転したが、2020年8月23日に閉店。これに伴い、元々1階のみにSSMとして出店していたイオン吉川美南店は2階にも直営売場が設けられ、GMSに業態転換した。この時点では1階で食品・化粧品・薬品、2階で衣料品・生活用品を販売していた。
2021年4月30日には2階フロアをリニューアルし、「キッズリパブリック」（子供用品）と「ホームコーディ」（生活用品）へ再構築された。これにより、紳士婦人衣料の取り扱いは大幅に削減された。

### 東街区（3期）
アクアイグニスを核とした飲食店や温泉施設が開設された。

### 吉川市とイオンタウン吉川美南
令和4年5月・吉川市役所において吉川市とイオンタウン(株)及びイオンリテール(株)の間で、「災害時における施設の提供及び物資の供給に関する協定」を締結した。
この協定は、イオンタウン（株）が管理するイオンタウン吉川美南の施設を災害が発生または発生する恐れがある場合に、市からの要請に応じて、一時避難場所や車両の退避場所として使用するというもの。そして、イオンリテール(株)が経営するイオンタウン吉川美南店の食料や生活物資等を市からの要請に応じて、提供するというものである。

また、イオンタウン吉川美南は吉川フェア開催するなど吉川市の物品販売にも協力している。同フェアでは吉川市の「吉川ネギ」など新鮮な農産物や美味しいお菓子、日本酒「なまず御前」に米焼酎「ずーなま吉々」まで、吉川市の名産品を勢揃いさせている。

店内の紹介

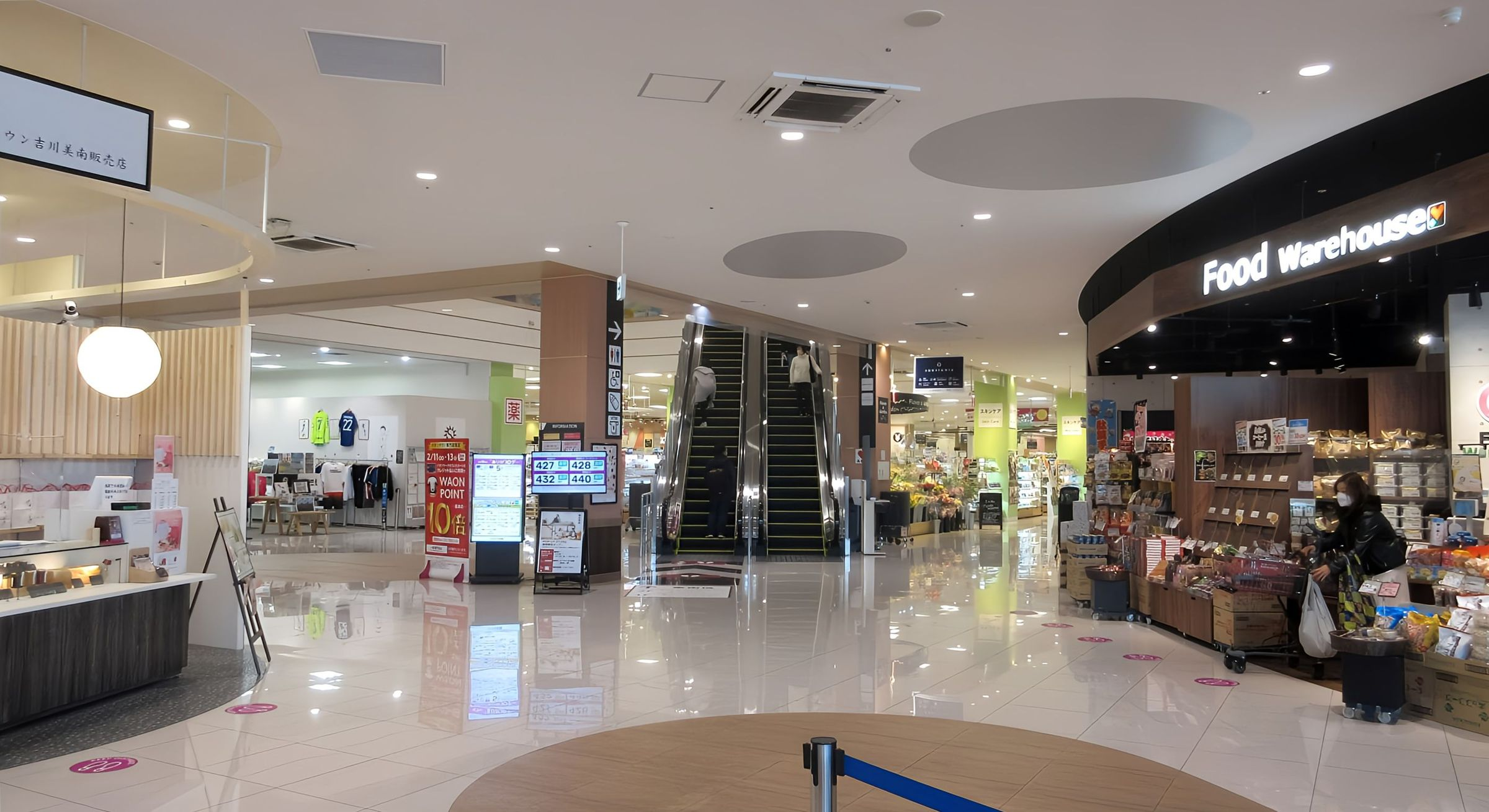
西街区1F 広場入口
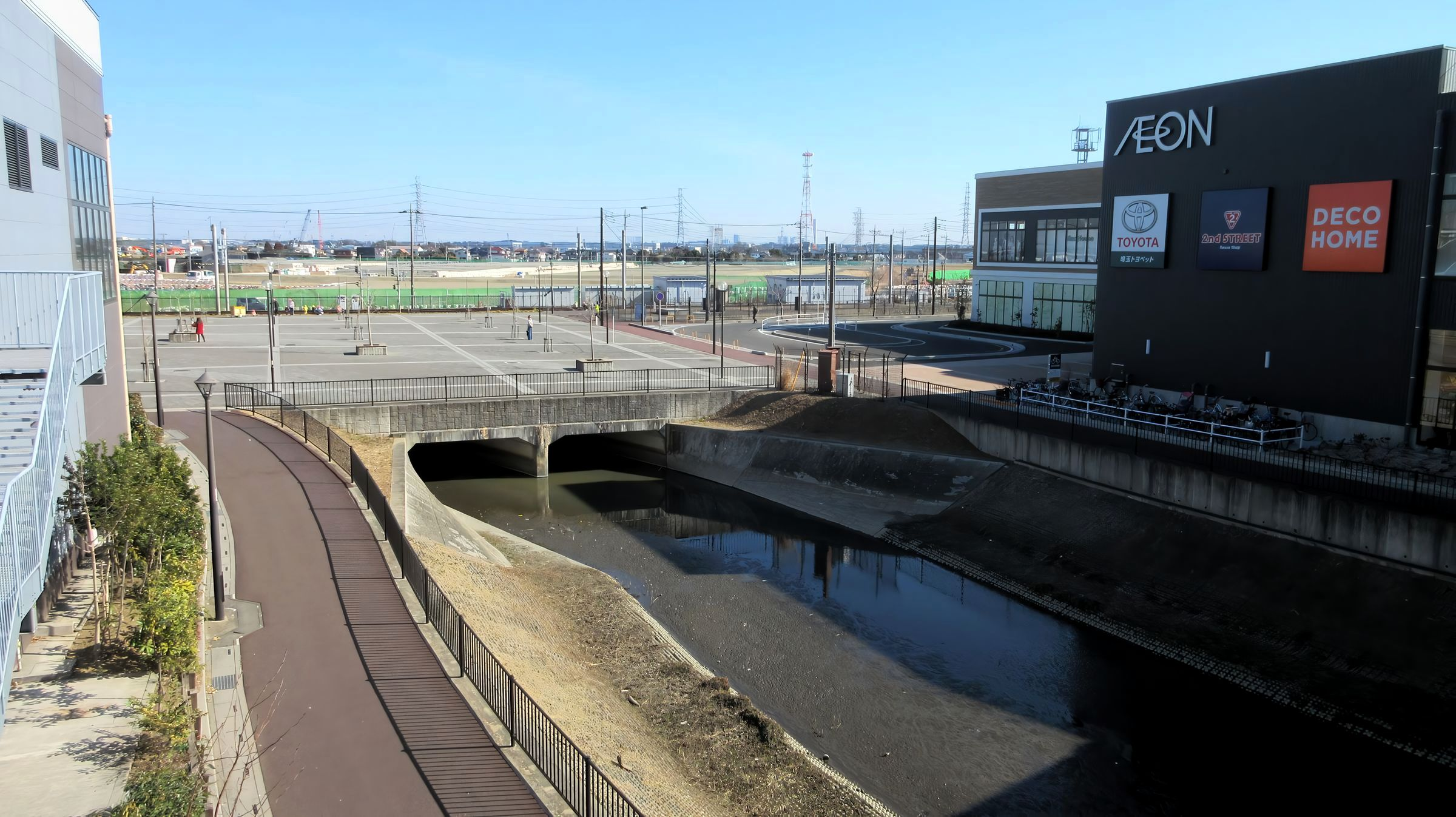
西街区と東街区の間を第二大場川が流れる
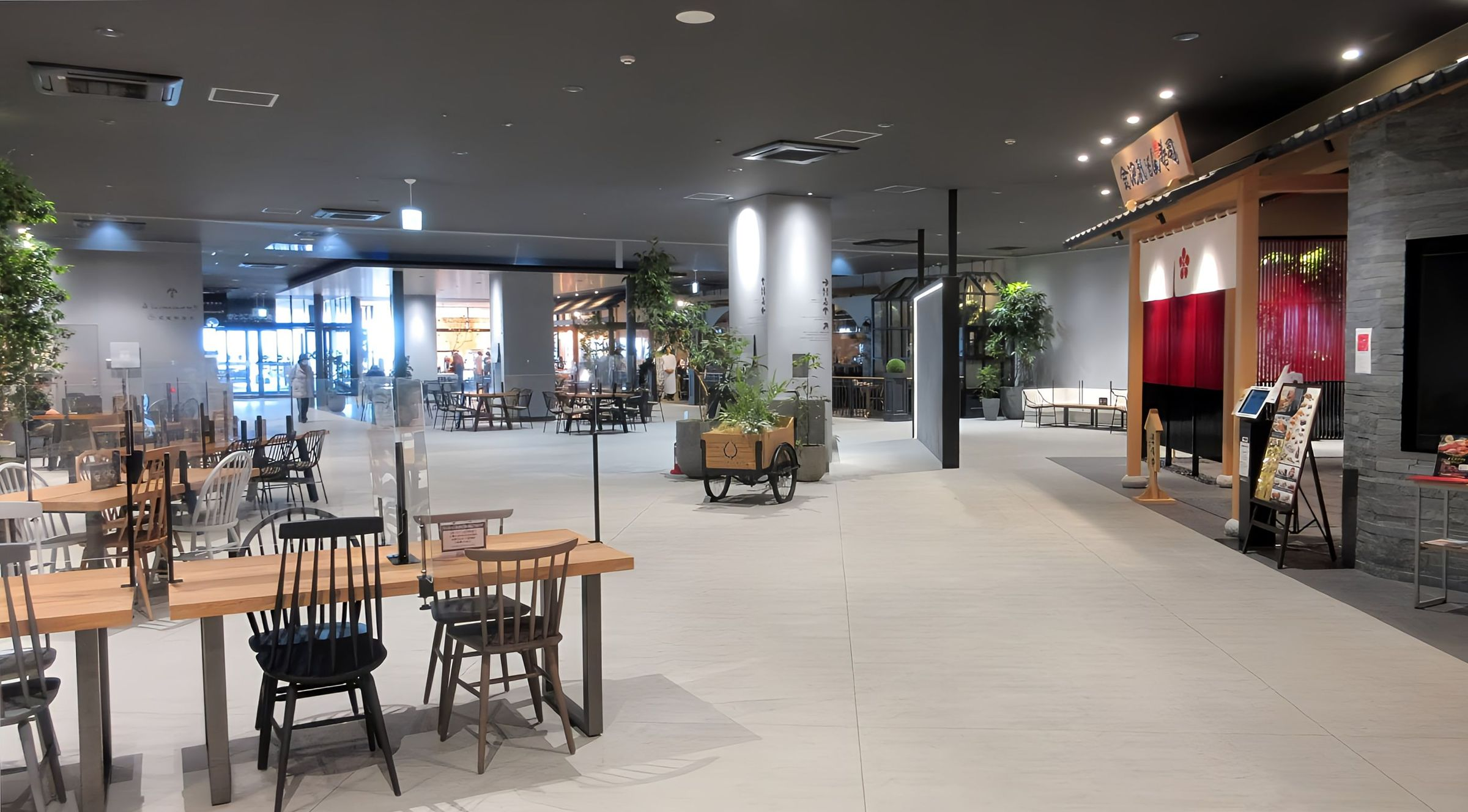
東街区 2F フードコート
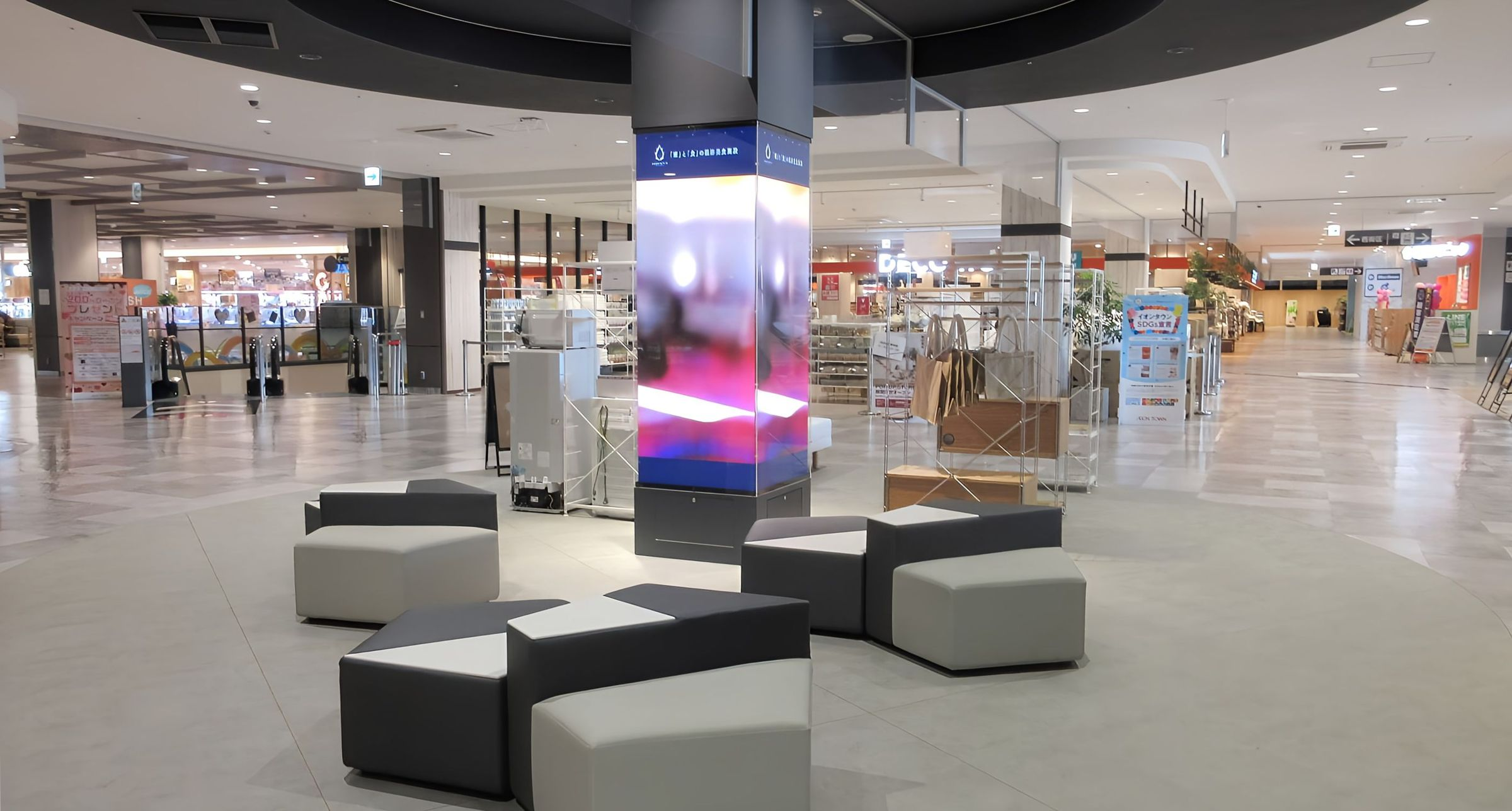
東街区 2F 奥にニトリ・デコホーム
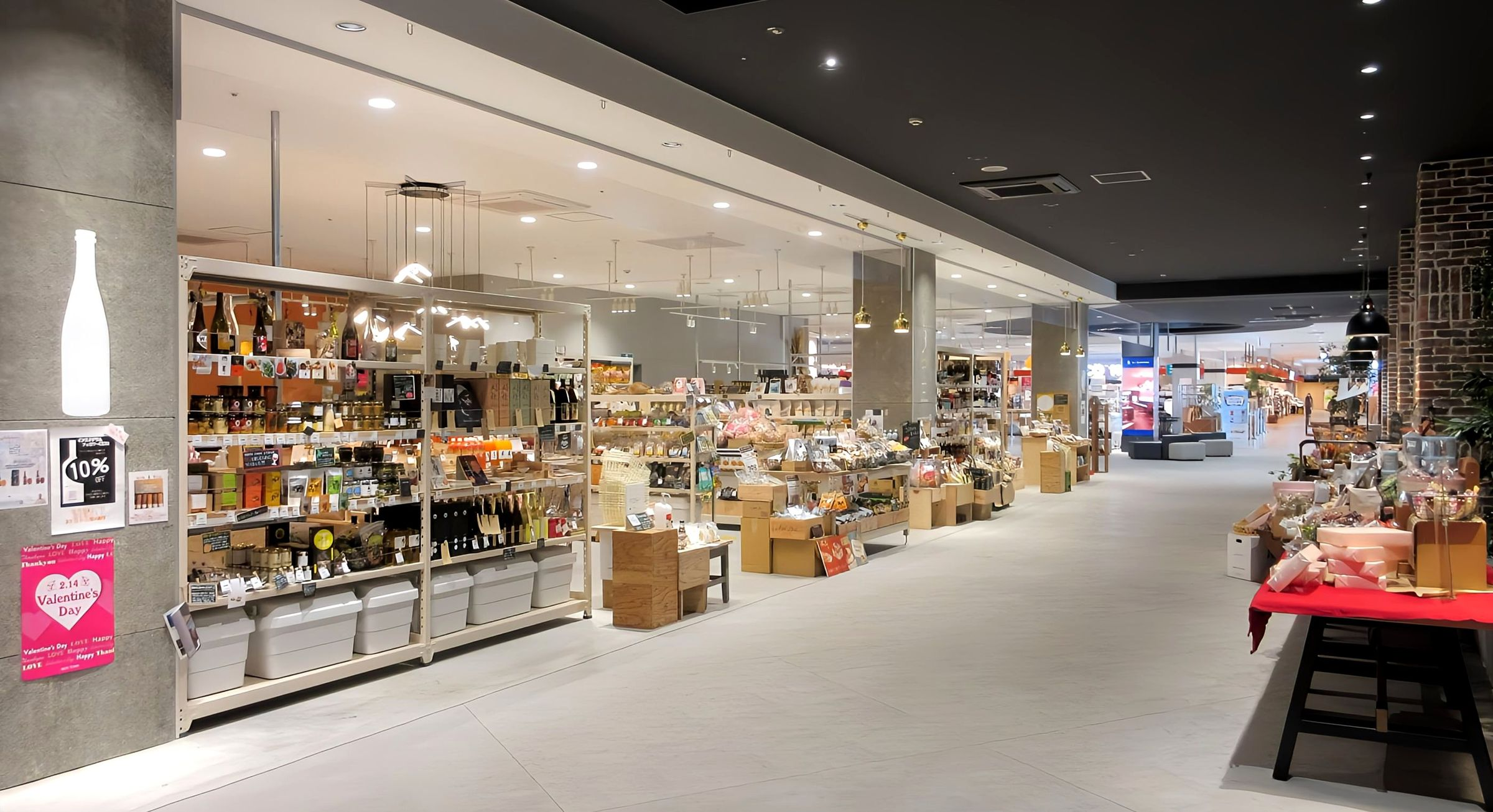
東街区 2F
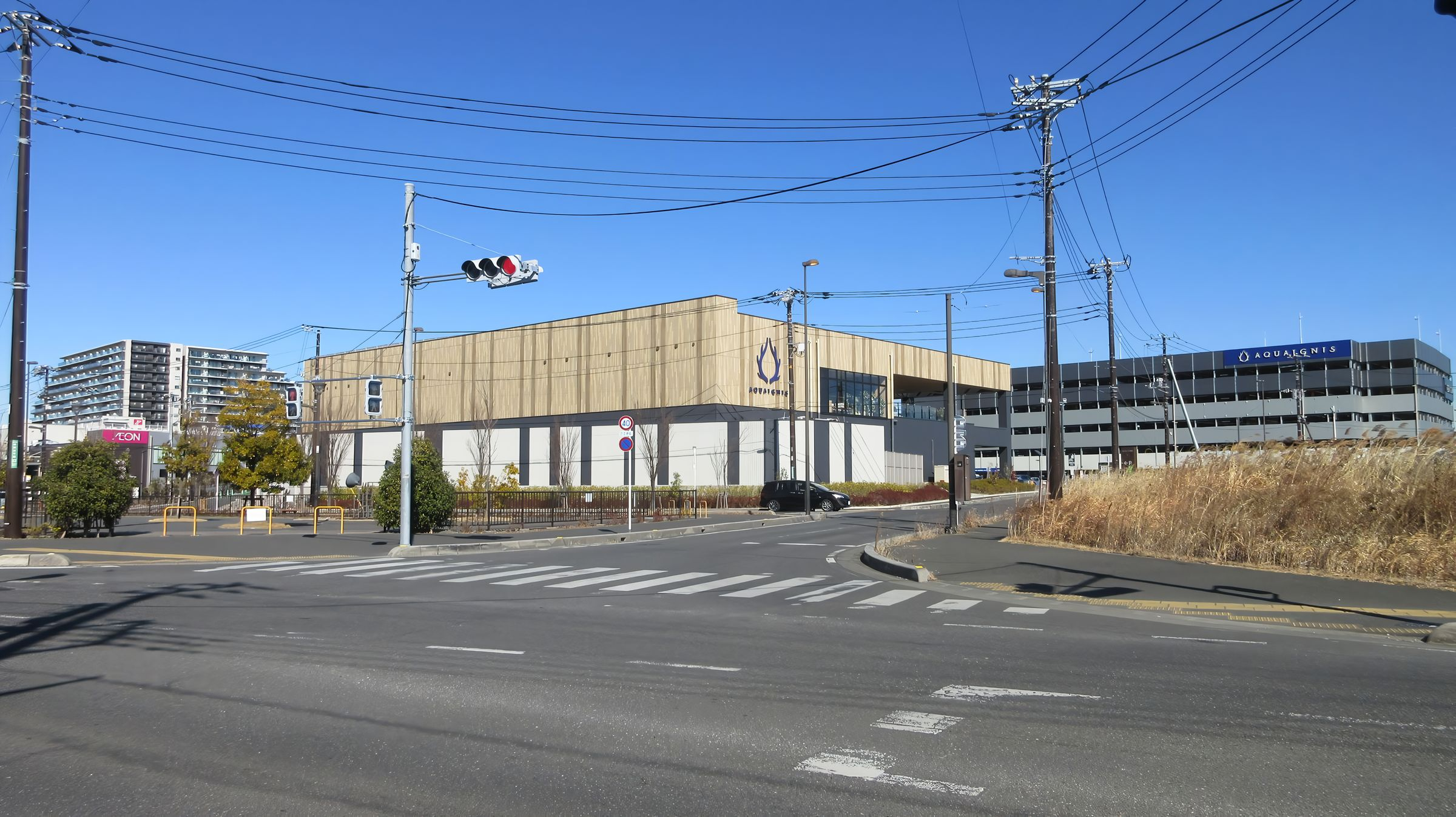
東街区のアクアイグニス吉川美南(温泉)

#### 広報資料・プレスリリースなど一次資料
1. ↑  “イオンの新業態、ファッション・生活雑貨の大型専門店『F.T』を核として 11月30日 (土) 午前9時「イオンタウン吉川美南」グランドオープン” (PDF).   イオンタウン株式会社 (2013年11月12日). 2017年8月27日閲覧。[リンク切れ]
2. 1 2  “～吉川美南の駅前に新たな集い･楽しみ･賑わいの場を創造～9/20 (水)あさ9時「イオンタウン吉川美南」増床オープン” (PDF).   イオンタウン株式会社･イオンリテール株式会社 (2017年8月21日). 2017年8月27日閲覧。[リンク切れ]
3. 1 2 3  “毎日のくらしにちょっと特別な時間をプラスオン「イオンタウン吉川美南」6月12日（土）AM10:00増床オープン！” (PDF).   イオンタウン株式会社・株式会社アクアイグニス (2021年5月19日). 2022年6月6日閲覧。
4. ↑  “「（仮称）イオンタウン吉川美南１７街区」の開発計画について” (PDF).   イオンタウン株式会社 (2016年8月4日). 2017年8月27日閲覧。[リンク切れ]
5. ↑  “植樹祭参加者募集” (PDF).   イオンタウン株式会社. 2017年8月27日閲覧。[リンク切れ]